# Sangiovanni
Sangiovanni, seudónimo de Giovanni Pietro Damian (Vicenza, 9 de enero de 2003), es un cantautor italiano.

## Biografía

### Primeros años
Nacido en 2003 en Vicenza y criado en Grumolo delle Abbadesse, Giovanni Pietro Damian es el tercer y último hijo de Pierluigi Damian y Lidia Guerra. Frecuentó el liceo Don Giuseppe Fogazzaro de Vicenza, abandonándolo en cuarto año para participar en la vigésima edición de Amici di Maria De Filippi.
Se acercó al mundo de la música a los diecisiete años, cuando comenzó a escribir sus primeras canciones, gracias también al interés de su amiga cantante Madame. Eligió utilizar el seudónimo Sangiovanni, obtenido simplemente anteponiendo "san", una abreviatura de santo, a su primer nombre, ya que mucha gente le decía que "no tenía rostro de santo".

### 2020-2021: Participación enAmici 20ySangiovanni
Durante 2020 lanzó los tres primeros sencillos Paranoia, Non + y Guccy Bag para el sello discográfico Sugar Music, dándose luego a conocer con su participación en la fase inicial de la vigésima edición del talent show Amici di Maria De Filippi a finales del mismo año. En marzo de 2021, accedió a la fase vespertina del programa uniéndose al equipo dirigido por los profesores Rudy Zerbi y Alessandra Celentano En mayo del mismo año llegó a la final, quedando segundo en el ranking general y primero en la categoría de canto. Durante la final recibió varios premios, entre ellos el premio TIM de la crítica periodística, el premio de radio por la canción Malibu y el premio SIAE.
Mientras participaba en Amici lanzó los sencillos Lady, Tutta la notte y Hype, que junto con las canciones del año anterior subieron en las listas italianas. El más exitoso fue Lady, certificado cuádruple platino por la Federación de la Industria Musical Italiana. El 14 de mayo de 2021 se lanzó el primer EP homónimo de Sugar Music, que subió directamente a lo más alto de las listas de álbumes italianos, con el que en dos semanas el cantante obtuvo su primer disco de platino, al que se sumó un segundo en julio siguiente, un tercero en septiembre, y un cuarto en mayo siguiente para más de 200 000 unidades vendidas en todo el país. El EP también entró en las listas suizas en el puesto 34. En la semana de lanzamiento Sangiovanni logró su primer sencillo número uno gracias a la canción Malibu. Esta última fue la canción más exitosa de 2021 según FIMI, así como la canción más escuchada en Italia tanto en Spotify como en Apple Music y el video más visto del año en Vevo.
Posteriormente publicó los sencillos Raggi gamma y Perso nel buio, este último en colaboración con Madame, incluido en la reedición digital de su EP. El cantante promocionará su música a través del Sangio Live Tour, su primera gira nacional, con nueve fechas programadas para mayo de 2022. En los SEAT Music Awards 2021 recibió cuatro premios por sus logros a lo largo del año.

### 2022-2023: Festival de San Remo 2022 yCadere volare

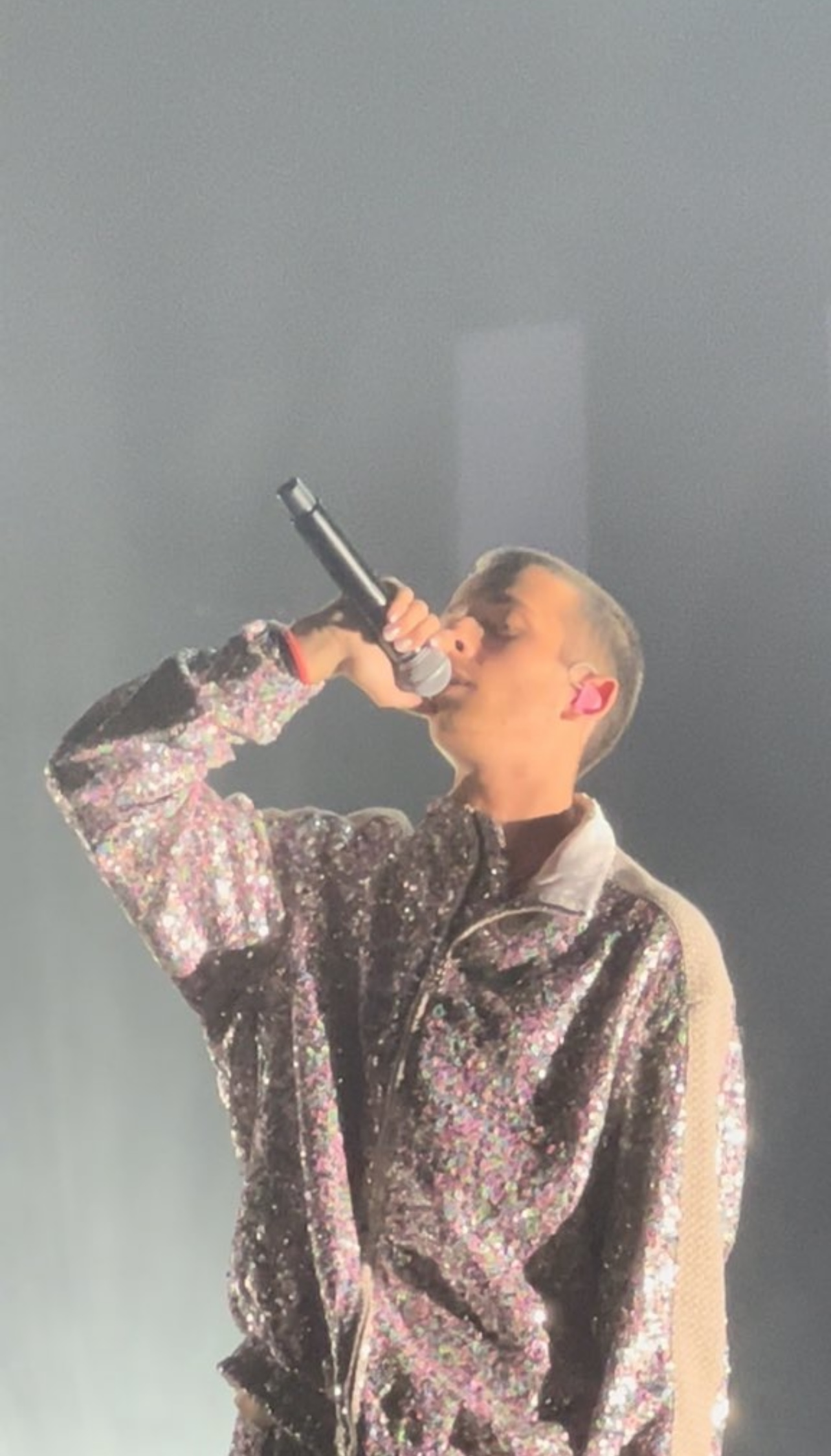
Sangiovanni en concierto en 2022

En febrero de 2022 participó por primera vez en el 72º Festival de San Remo con la canción Farfalle, con la que alcanzó el quinto puesto en el ranking final y de la que publicó una versión en español, en colaboración con Aitana, titulada Mariposas.
El 25 de marzo de 2022 se lanzó el sencillo Cielo dammi la Luna, para anticipar el lanzamiento de su primer álbum de estudio, Cadere volare, publicado el 8 de abril. Ese mismo año apareció con la canción Dance Floor en el álbum del cantante de Dark Polo Gang, Wayne Santana, y colaboró en el sencillo Tilt con Mecna y CoCo. En mayo siguiente regresó a Amici como invitado durante la fase vespertina de la vigésimo primera edición, donde cantó Cielo dammi la Luna y Cortocircuito; También lanzó la canción Scossa como único sencillo de la reedición digital del álbum Cadere volare y el tercer sencillo del álbum en total, utilizado en la tercera temporada de la serie de televisión A tres metros sobre el cielo (Summertime). El álbum alcanzó la segunda posición en las listas italianas y obtuvo un disco de platino por las 50 000 unidades vendidas.
En el verano de 2022 fue invitado a varios eventos, incluido el RDS Summer Festival, Jova Beach Party de Jovanotti, TIM Summer Hits y Battiti Live. En los TIM Music Awards recibió dos premios por los éxitos alcanzados durante el año. El 7 de octubre lanzó el single Fluo, que luego presentó en la vigésimo segunda edición de Amici. En el otoño de ese mismo año se embarcó en su primera gira por estadios italianos, actuando en el Palazzetto dello Sport de Roma el 19 de octubre y en el Foro de Assago el 23 de octubre. El siguiente sencillo, Mon amie freestyle, fue lanzado el 29 de noviembre.

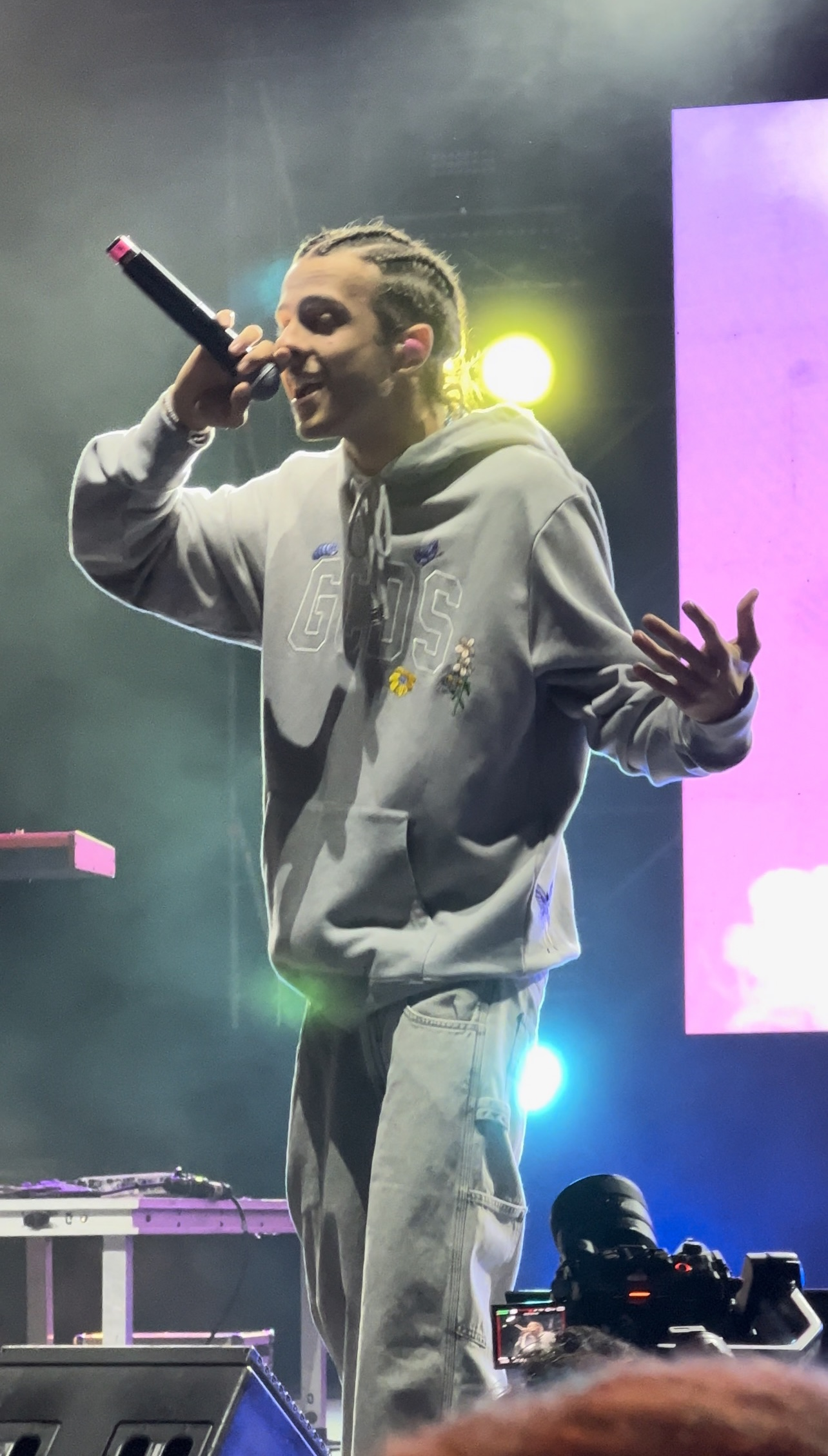
Sangiovanni in concerto nel 2023

El 10 de febrero de 2023 participó en el 73° Festival de San Remo en la cuarta noche dedicada a las versiones, a dúo con la cantante concursante Ariete, cantando la canción Centro di grossa libertà permanente de Franco Battiato. Posteriormente, junto a Gianni Morandi, publicó Fatti mandare dalla mamma aprende il latte, interpretada durante la cuarta noche del Festival de San Remo del mismo año para celebrar el sexagésimo aniversario de la famosa canción de Morandi de 1962. La reinterpretación fue incluida en el álbum de Morandi Evviva!. En mayo del año siguiente publicó La fine del mondo en colaboración con Mr. Rain, consiguiendo el estatus de doble platino por 100 000 copias vendidas.

### 2024-presente: Festival de San Remo 2024 y el descanso
En febrero de 2024 volvió a competir en el 74º Festival de San Remo con la canción Finiscimi, que anticipaba el álbum Privacy, inicialmente previsto para el 1 de marzo. Al final del evento musical, que terminó en el vigésimo noveno lugar, Sangiovanni anunció su intención de tomar un descanso para preservar su salud mental, posponiendo el lanzamiento del álbum y el concierto programado para el 5 de octubre en el Assago Forum. La canción Finiscimi, después de alcanzar la posición 28 en el chart FIMI, fue certificada como disco de oro el 9 de diciembre.
En 2025 ocupó el décimo lugar entre los artistas más exitosos de la era FIMI con sencillos de San Remo. 

## Vida privada
Desde diciembre de 2020 hasta junio de 2023 estuvo vinculado sentimentalmente con Giulia Stabile, bailarina y ganadora de la vigésima edición de Amici di Maria De Filippi, quien apareció en el videoclip de la canción Malibu.

## Discografía
- 2022 – Cadere volare

## Giras
- 2021 – Sangiovanni Summer Tour
- 2022 – Mondo Sangio Live Tour
- 2022 – Cadere volare Live Tour
- 2022 – Sangiovanni Live

## Programas de televisión
- Amici di Maria De Filippi 20 (Canale 5, Italia 1, 2020-2021) - concursante

## Participación en certámenes de canto
- Festival de San Remo (Rai 1)
  - 2022 – 5.º puesto con Farfalle
  - 2024 – 29.º puesto con Finiscimi

## Filmografía
- A tres metros sobre el cielo (Summertime) – serie de TV, episodio 3x07 (Netflix, 2022)
- Vita da Carlo – serie de TV (Paramount+, 2023)

## Premios y reconocimientos
- Amici di Maria De Filippi
  - 2021 – Primer puesto en la vigésima edición en la categoría "Canto"[10]
  - 2021 – Premio TIM de Crítica periodística[12]
  - 2021 – Premio de Radio por Malibú[12]
  - 2021 – Premio SIAE[12]
- Music Awards
  - 2021 – Premio al EP Sangiovanni y los sencillos Malibu, Lady y Tutta la notte[23]
  - 2022 – Premio por el álbum Cadere volare y el sencillo Farfalle[48]